# Song of Norway (film)
Pour l’article homonyme, voir M/S Song of Norway.
Pour plus de détails, voir Fiche technique et Distribution.
Song of Norway est une adaptation cinématographique musicale américaine de l'opérette à succès éponyme, réalisée par Andrew L. Stone et sorti en 1970.
Comme la pièce dont il est issu, le film raconte les premières luttes du compositeur Edvard Grieg et ses tentatives pour développer une authentique musique nationale norvégienne. S'il met en vedette l'acteur norvégien Toralv Maurstad dans le rôle de Grieg, sa distribution est internationale : Florence Henderson, Christina Schollin, Robert Morley, Harry Secombe, Oskar Homolka, Edward G. Robinson, Frank Porretta. Il a été tourné en Super Panavision 70 par Davis Boulton et présenté en mono-caméra Cinerama dans certains pays, tentative de réitérer le succès de The Sound of Music.
Le film est un échec commercial et critique majeur.

## Fiche technique
- Titre : Song of Norway
- Réalisation : Andrew L. Stone
- Scénario : Andrew L. Stone d'après la comédie musicale de Homer Curran et Milton Lazarus
- Photographie : Davis Boulton
- Montage : Virginia L. Stone
- Production : Andrew L. Stone et Virginia L. Stone
- Société de production : ABC Pictures et American Broadcasting Company
- Société de distribution : Cinerama Releasing Corporation (États-Unis)
- Pays de production :  États-Unis
- Genre : Biopic, drame, film musical et romance
- Durée : 138 minutes
- Dates de sortie : 
  - États-Unis : 4 novembre 1970
  - France : 26 mai 1972

## Distribution
- Toralv Maurstad : Edvard Grieg
- Florence Henderson : Nina Grieg
- Christina Schollin : Therese Berg
- Frank Porretta : Rikard Nordraak
- Oskar Homolka : Engstrand
- Robert Morley : Berg
- Edward G. Robinson : Krogstad

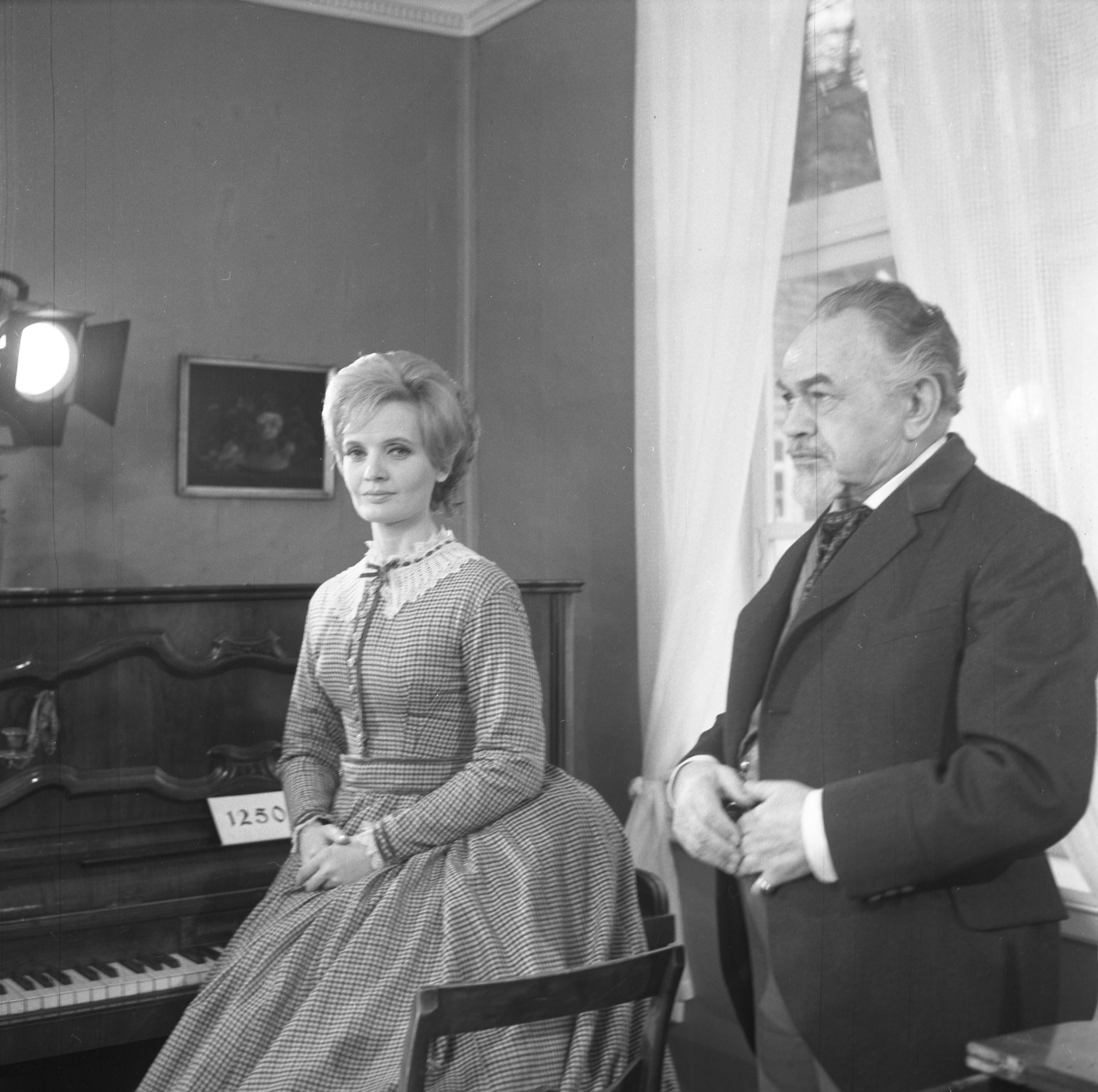
Florence Henderson et Edward G. Robinson sur le tournage de Song of Norway (avril 1969).

- Harry Secombe : Bioernstjerne Bjoernson
- Frederick Jaeger : Henrik Ibsen
- Richard Wordsworth : Hans Christian Andersen
- Hermione Farthingale : une danseuse

## Réception
La première de Song of Norway a lieu le 4 novembre 1970 aux Cinerama Theatre de New York et d'Oslo,.
Song of Norway est conçu après des succès comme My Fair Lady et The Sound of Music, deux films qui ont laissé penser aux studios qu'une renaissance des films musicaux rencontrerait un large public. L'opérette dont est issue la musique a elle-même été un énorme succès des deux côtés de l'Atlantique, avec plus de 1 000 représentations à Broadway et dans le West End.
Au départ, les perspectives du box-office semblent prometteuses : en Grande-Bretagne, c'est le film dont les « billets pré-réservés » se vendent le mieux de l'année 1971. Il tourne cependant en désastre critique et commercial : l'appétit des cinéphiles pour un renouveau musical était totalement surévalué, et Song of Norway rejoint d'autres échecs au box-office de la même période, comme Darling Lili, Mame, Paint Your Wagon et Lost Horizon. Les recettes n'atteignent que 4,4 millions de dollars en Amérique du Nord et 3,5 millions de dollars dans le reste du monde, conduisant à une perte globale de 1 075 000 dollars. 
Les critiques sont presque unanimement négatives : il est taxé de singer he Sound of Music et sa production est jugée médiocre malgré des dépenses évidentes. Dans The New Yorker, Pauline Kael écrit que « le film est incroyable mauvais. Il contient des clichés que vous ne saviez pas que vous connaissiez, qui proviennent de l'inconscient des cinéphiles. ». Pour The New York Times il ne s'agit pas d'« un film kitsch ordinaire, mais d'un spectacle à rendre Guy Lombardo livide d'envie ». Le Chicago Tribune ne lui accorde que la moitié d'une étoile sur quatre et écrit « La musique de Grieg ne rend pas vivant les fjords, à cause d'un scénario désastreux d'Andrew Stone qui trouve plus pratique de photographier une montagne que d'écrire un dialogue intelligent ». Le Los Angeles Times qualifie le film d'« inoffensif mais insatisfaisant » et le compare défavorablement à The Sound of Music, qui « avait une ligne narrative forte et générait beaucoup de suspense. Ce n'est pas la faute de Grieg s'il n'a pas été pourchassé par les nazis bien sûr, mais les épreuves qu'il a vécues semblent ternes ou inappropriées à une comédie musicale familiale ». D'autres critiques pointent le manque d'inspiration de la réalisation, le montage maladroit et l'insertion de trolls de dessins animés (supervisée par l'ancien animateur de Disney Jack Kinney ). Pour le Washington Post, le film n'a  « presque pas d'intrigue » : « beaux paysages ou pas, les gens y prennent le même intérêt qu'à regarder les diapositives de voisins qui rentreraient d'un voyage en Europe ».
Certains acteurs se joignent même aux critiques : Florence Henderson explique qu'Andrew Stone « aborde les scènes de manière littérale et sans beaucoup d'imagination », tandis que  Harry Secombe estime que ces le genre de films où « vous pouvez emmener les enfants... et les y laisser ».